# 5997 Dirac
5997 Dirac eller 1983 TH är en asteroid i huvudbältet som upptäcktes den 1 oktober 1983 av den tjeckiske astronomen Antonín Mrkos vid Kleť-observatoriet i Tjeckien. Den är uppkallad efter den brittiske fysikern och nobelpristagaren Paul Dirac.